# Nai (Instrument)

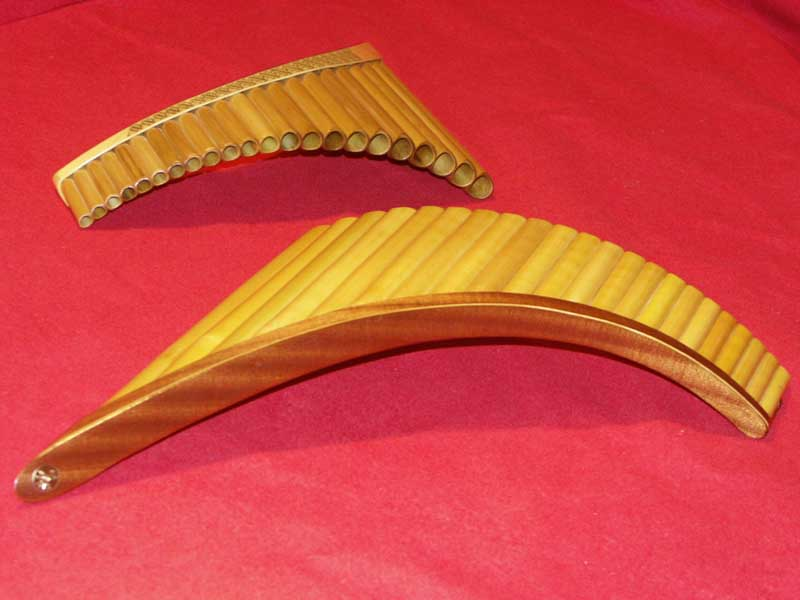
Zwei rumänische Panflöten

Nai (von persisch/arabisch nāy, „Rohr“) ist die Panflöte in Rumänien und der Republik Moldau. Bei der nai sind die heute 20 bis 30, üblicherweise 22 Pfeifen leicht gekrümmt angeordnet. Sie ist die bekannteste der rumänischen Flöten (fluier) und namensverwandt mit der orientalischen Längsflöte nay.

## Herkunft
Die nai kam mit den Türken während des Osmanischen Reichs nach Rumänien, die ältesten schriftlichen Quellen stammen aus dem 16. Jahrhundert. Sie hat vor allem dank der rumänischen Roma ihre Existenz durch die Jahrhunderte hindurch bewahrt. Zwischen den beiden Weltkriegen geriet sie als Folklore-Instrument fast in Vergessenheit. Doch das 1949 gegründete Folklore-Institut in Bukarest übertrug dem damals einzigen Panflötisten Fănică Luca (1894–1968) den Auftrag, die nai vor dem Untergang zu retten. Fănică Lucas Schüler, darunter Gheorghe Zamfir, haben die nai in der ganzen Welt verbreitet und Repertoire und Spieltechnik erweitert. Heute wird die nai in allen Musikgenres (von Klassik  bis Jazz) gespielt.